# أوكسفورد (نيويورك)
أوكسفورد (بالإنجليزية: Oxford, New York)‏ هي بلدة أمريكية تقع في الولايات المتحدة في مقاطعة تشينانغو، نيويورك. يقدر عدد سكانها بـ 3,901 نسمة ومساحتها 156.5 كم2 وترتفع عن سطح البحر 457 متر.

## أعلام
- سولومون بندي
- تشارلز بنجامين دودلي
- تيموثي قاي فيلبس
- روبرت إس. ويليامسون
- توماس ريان